# Christopher Linke
Christopher Linke (* 24. Oktober 1988 in Potsdam) ist ein deutscher Leichtathlet, der als Geher erfolgreich ist. Der 1,91 m große und 65 kg schwere Sportsoldat startet für den SC Potsdam und wird von Ronald Weigel trainiert. Seinen größten internationalen Erfolge erreichte er mit dem zweiten Platz über 35 km Gehen bei den Europameisterschaften 2022 in München und Platz 4 über 20 km Gehen bei den Weltmeisterschaften 2019 in Doha.

## Werdegang
Linke wurde 2005 Deutscher B-Jugendmeister im 5000-Meter-Bahngehen. 2007 siegte er bei den nationalen Jugendmeisterschaften im 5000-Meter-Hallengehen, 20-km-Straßengehen und 10.000-Meter-Bahngehen und belegte bei den Deutschen Juniorenmeisterschaften im 10.000-Meter-Bahngehen den zweiten Platz.
Bei den Junioreneuropameisterschaften in Hengelo erreichte er den sechsten Rang.
2008 wurde er Deutscher Meister im 50-km-Gehen und sicherte sich den Juniorentitel über 35 km. Beim Weltcup der Geher in Tscheboksary kam er im 20-km-Gehen auf den 69. Platz.
2009 belegte er bei den U23-Europameisterschaften den vierten Platz im 20-km-Gehen.
2010 wurde er bei den Deutschen Meisterschaften Zweiter über 10 km. Bei den Europameisterschaften in Barcelona startete er über 50 km, gab das Rennen jedoch vorzeitig auf.
2011 wurde er Deutscher Meister über 5000 Meter in der Halle und 10 km im Freien. Beim Europacup der Geher erreichte er einen dritten Platz im 50-km-Rennen. Bei den Weltmeisterschaften in Daegu belegte er im 20-km-Gehen den 18. Platz. Auf einen geplanten Start über 50 km musste er wegen einer Lymphknotenentzündung verzichten.
2012 wurde Linke Deutscher Meister über 20 km und belegte beim Weltcup der Geher in Saransk über 50 km den dritten Platz. Dabei steigerte er seine persönliche Bestleistung auf 3:47:33 h. Über dieselbe Distanz erreichte er bei den Olympischen Spielen in London in 3:49:19 h Platz 21.
2013 holte er bei den Deutschen Meisterschaften über die 10.000 Meter Bahngehen die Titel. Über 20 km wurde er Zweiter. Beim Europacup der Geher belegte er einen zehnten Platz im 20-km-Gehen. Bei den Weltmeisterschaften in Moskau belegte er im 20-km-Gehen den achten Platz.
2014 wurde er Deutscher Meister über 20 km sowie über 10.000 Meter Bahngehen. Bei den Europameisterschaften in Zürich erreichte er den vierten Platz im 20-km-Gehen.
2015 bei den Weltmeisterschaften in Peking belegte er über 20 km den 38. Rang.
2016 bis dahin bedeutendstes internationales Resultat erzielte Linke mit dem fünften Platz im 20-km-Gehen bei den Olympischen Spielen in Rio de Janeiro.
2017 belegte er wieder einen fünften Platz bei den Weltmeisterschaften in London. Außerdem gewann Linke in Podebrady beim Europacup als erster Deutscher überhaupt den Europacup über 20 km.
Seinen bisher größten internationalen Erfolg feierte Linke 2019 bei den Weltmeisterschaften. In 1:27:19 h sicherte sich der Geher über 20 km den vierten Platz. Nach dem Rennen gab es zunächst Verwirrung um sein Resultat, da Linke seinen Zeitmesschip offenbar auf der Strecke verloren hatte. Aufgrund der klimatischen Bedingungen im katarischen Doha (Temperaturen über 30 Grad Celsius) wurde das Rennen der Geher über 20 km erst nachts gestartet und war somit eine besondere sportliche Herausforderung. Nach dem Rennen sagte er: „Der [vierte] Platz ist natürlich sehr gut. Meine beste internationale Platzierung. Aber natürlich mache ich den Sport, um eine Medaille zu gewinnen.“ Wie bereits bei den Frauenwettbewerben mussten auch bei den Wettkämpfen der Männer einige Geher vorzeitig aufgeben oder brachen wegen eines Hitzekollaps zusammen. Linke bezeichnete die Bedingungen als „abartig“, dennoch sei er „überraschend gut mit der Hitze zurechtgekommen. Es war ein reines Ausscheidungsrennen, und ich habe es durchgehalten.“ Die Laufsport-Vereinigung German Road Races (GRR) kritisierte die Austragung stark: „Auf die Gesundheit der Athleten wird überhaupt keine Rücksicht genommen.“ GRR forderte den DLV auf, sich bei der IAAF dementsprechend kritisch zu äußern.
2021 schaffte es Linke bei den Olympischen Spielen in Tokio über die 20-km-Distanz erneut auf den 5. Platz.
Bei den Deutschen Meisterschaften 2022 in Frankfurt (Main) startete Linke erstmalig über die neue Distanz im 35-km-Gehen und wurde Deutscher Meister in einer Zeit von 2:29:58 h. Damit qualifizierte er sich für die Europameisterschaften in München. Dort feierte Linke mit dem 2. Platz über 35 km Gehen in einer Zeit von 2:29:30 h bei den Europameisterschaften 2022 in München seinen bisher größten Erfolg.
Bei den Deutschen Meisterschaften 2023 in Erfurt belegte Linke im 20-km-Gehen in einer Zeit von 1:21:00 h den ersten Platz vor Nils Brembach (ebenfalls SC Potsdam) und Leo Köpp (LG Nord Berlin) und wurde somit Deutscher Meister. Damit stellte Linke in der Altersklasse der Senioren M35 zudem einen neuen deutschen Rekord auf. Bei den Weltmeisterschaften in Budapest erreichte er, als Teamkapitän des deutschen Leichtathletikteams am 19. und 24. August im Gehen über 20 und 35 km jeweils den fünften Platz und stellte dabei mit 1:18:12 h und 2:25:35 h zwei neue deutsche Rekorde auf.

## Bestleistungen
(Stand: 20. Januar 2024)
Halle
- 3000 m: 10:49,33 min, 9. Februar 2018,  Erfurt
- 5000 m: 18:33,86 min, 1. März 2019,  Halle (Saale)

Freiluft
- 3000 m: 10:57,45 min, 22. Mai 2019,  Bergen
- 10.000 m: 38:40,25 min, 11. Juni 2016,  Bühlertal
- 10 km: 39:11 min NBP, 30. April 2023, Spanien, Madrid
- 20 km: 1:18:12 h NR, 19. August 2023,  Budapest
- 35 km: 2:25:35 h NR, 24. August 2023,  Budapest
- 50 km: 3:47:33 h, 13. Mai 2012,  Saransk

## Erfolge

### National
- Deutscher Meister (5000 m Bahngehen Halle) 2011, 2016, 2017, 2019 Zweiter 2009

- Deutscher Meister (10.000 m Bahngehen) 2011, 2013, 2014, 2015, 2016, 2019, 2023 Zweiter 2008, 2009, 2010, 2017

- Deutscher Meister (20 km) 2012, 2014, 2016, 2017, 2018, 2023 Zweiter 2011, 2013, 2019

- Deutscher Meister (35 km) 2022
- Deutscher Meister (50 km) 2008

### International
- Sechster U20-EM 2007
- Vierter U23-EM 2009
- Dritter Europacup 2011 (50 km)
- Dritter Weltcup 2012 (50 km)
- Olympiateilnehmer 2012 (21. 50 km)
- Achter WM 2013 Fünfter WM 2017 (20 km)
- Vierter EM 2014 (20 km)
- Olympiafünfter 2016 (20 km)
- Sieger Europacup 2017 (20 km)
- Vierter WM 2019 (20 km)
- Olympiafünfter 2021 (20 km)
- Zweiter EM 2022 (35 km)
- Zweiter Team Europameisterschaft 2023 Einzel (35 km)
- Fünfter WM 2023 (20 km)
- Fünfter WM 2023 (35 km)